# Télépopmusik
Télépopmusik es un trío francés de música electrónica integrado por Fabrice Dumont (bajista de la banda pop Autour de Lucie), Stephan Haeri (también conocido como "2Square" en sus proyectos como solista), y Christophe Hetier (conocido como "Antipop").

## Trayectoria musical
La banda fue fundada a fines de la década de 1990 y sus miembros tienen en común sus gustos musicales por bandas como Kraftwerk, Buggles, Giorgio Moroder, Grand Master Flash, y Sugarhill Gang. Su primera producción fue Sonic 75, que a su vez, fue incluida en un compilado del sello francés SourceLab.
Estimulado por una entusiasta recepción, la banda firmó un contrato discográfico con el sello parisino independiente Catalogue y lanzó su primer sencillo oficial, An Ordinary Life, en 1998.
En 2002, su álbum debut Genetic World con un sonido que fluye entre el Nu-jazz, el downtempo,  y el electropop, fue bien recibidó por la crítica y el público, acompañádo de grandes nominaciones como el French Grammies Les Victoires de la Musique Awards (como mejor álbum de electrónica), y su exitosa colaboración con Janet Jackson, en el álbum Damita Jo. Con más de 250.000 copias vendidas en todo el mundo, Genetic World se convirtió en uno de los álbumes más vendido en el mundo que registra un artista francés.
Su sencillo más exitoso fue "Breathe" (video en YouTube), el cual fue utilizado la publicidad de Mitsubishi Outlander en 2003. Además recibió una nominación a los Premios Grammy como "Mejor grabación dance". Logró ingresar en el UK Singles Chart ocupando la ubicación #42 y en los Estados Unidos, se posicionó en el #78 del Billboard Hot 100 y #9 en el Hot Dance Club Songs. Esta canción incluyó la colaboración de la cantante escocesa Angela McCluskey, integrante de la banda estadounidense Wild Colonials, en la coescritura y en las voces de la misma.
Su segundo álbum Angel Milk fue lanzado a nivel mundial en 2005 por Capitol Records. Para su grabación, contó con el mismo equipo de cantantes: Angela McCluskey, el rapero Mau, integrante de la banda de trip hop Earthling conocido también como Soda-Pop, y la cantante Deborah Anderson.
"Love Can Damage Your Health" una canción incluida en su álbum debut, ganó cierto reconocimiento en el 2007 de la escena de la música house gracias a los remixes de Dennis Ferrer y Alma Abicah.
En 2009, lanzaron su última producción hasta el momento, titulada "Ghost Girl". En este sencillo incluye remixes de Jesse Rose.

## Discografía

### Álbumes de estudio
- 2001: Genetic World [Catalogue / Capitol]
- 2005: Angel Milk [Catalogue / Capitol]

### Sencillos
- 1997: "Sonic 75" [SourceLab. / Virgin]
- 1998: "An Ordinary Life" [Catalogue / Capitol]
- 2000: "Da Hoola" [Catalogue / Capitol]
- 2001: "Breathe" [Catalogue / Capitol]
- 2001: "Smile" [Catalogue / Capitol]
- 2002: "Love Can Damage Your Health" [Catalogue / Capitol]
- 2005: "Into Everything" [Catalogue / Capitol]
- 2006: "Don't Look Back" [Catalogue / Refuge rec / Capitol]
- 2009: "Ghost Girl" [Green United / Refuge rec]

### Remixes
- 1997: Autour De Lucie – Chanson Sans Issue (Telepopmusik Remix)
- 1998: Autour De Lucie – Sur Tes Pas (Corny Dream Mix / Le Mondial Mix)
- 1998: Noir Désir – Tostaky (Télépopmusik Mix)
- 1999: Grand Popo Football Club – Each Finger Has An Attitude (Mix by Telepopmusik)
- 1999: Manta 1000 – Prenom Betty (Telebio Mix)
- 2002: Madredeus – Oxalá (Telepopmix)
- 2002: Indochine – Punker "Encore Quelques Jours" (Mix By Telepopmusik)
- 2007: Jack Arel – Crystal Abyss (Mix By Telepopmusik)